# Nikola Kastner
Nikola Kastner (* 1983 in Hamburg) ist eine deutsche Schauspielerin.

## Leben
Nikola Kastner nahm bereits während ihrer Schulzeit privaten Schauspielunterricht und machte 2002 am Charlotte-Paulsen-Gymnasium in Hamburg-Wandsbek ihr Abitur. Von 2000 bis 2002 spielte sie am Jungen Schauspielhaus des Deutschen Schauspielhauses in Hamburg. Danach absolvierte sie mehrere Workshops und besuchte von 2003 bis 2005 das Schauspielstudio Frese in Hamburg.
Kastner wirkte in zahlreichen Kinofilmen und Fernsehproduktionen mit, meist in Nebenrollen. 2003 stand sie unter der Regie von Lars Montag in der Komödie Küssen verboten, Baggern erlaubt und in dem Fernsehfilm Willkommen in Lüsgraf vor der Kamera. Außerdem spielte sie 2005 unter der Regie von Carlo Rola in dem mehrteiligen Fernsehfilm Die Patriarchin.
Sie war unter anderem in den Kinofilmen Eine andere Liga und FC Venus – Angriff ist die beste Verteidigung zu sehen. 2007 übernahm Kastner unter der Regie von Christian Görlitz die Rolle der Sonja in der Romanverfilmung Fleisch ist mein Gemüse. 2007 spielte Kastner an der Seite von Ulrike Folkerts und Andreas Hoppe die frivole und berechnende Hotelangestellte und Küchenhilfe Ivanka in der Tatort-Folge Sterben für die Erben. In der 5. Staffel der ZDF-Serie SOKO Wismar (2008) übernahm sie eine Episodenrolle als Tochter eines schwedischen Unternehmers.
In der letzten Staffel der Comedy Mein Leben & Ich (2009) hatte Kastner eine durchgehende Serienrolle. In dem Märchenfilm Die kluge Bauerntochter (2009) war sie die Prinzessin Eulalia. Im selben Jahr war sie an der Seite von Suzanne von Borsody in dem Thriller und Filmdrama Ein geheimnisvoller Sommer in der Rolle der Sascha zu sehen. Sie verkörperte darin die junge, attraktive Tochter des Dorfpolizisten, die ein Verhältnis mit dem Nachbarsjungen Paul hat und von einem Leben in der Großstadt träumt.
In dem Bremer „Tatort“ Der illegale Tod (2011) spielte sie Marie, die Freundin eines Polizisten der Wasserschutzpolizei. 2013 und 2014 stellte sie die Mandantin Wiebke Maruhn in der Rechtsanwaltsserie Danni Lowinski dar. 2015 übernahm sie eine Rolle in der US-Fernsehserie Homeland. In Deutschland 83 (2015) war Kastner als NATO-Sekretärin Linda Seiler zu sehen.
2007 erhielt Nikola Kastner eine Nominierung für den Undine Award als „Beste Nebendarstellerin Kino“ für ihre Rolle in dem Film Eine andere Liga. Sie lebt in Lübeck.

## Filmografie (Auswahl)
- 2001: Bronski und Bernstein (Fernsehserie, 8 Folgen)
- 2003: Küssen verboten, Baggern erlaubt (Fernsehserie)
- 2005: Eine andere Liga
- 2005: Die Patriarchin (Miniserie)
- 2006: FC Venus – Angriff ist die beste Verteidigung
- 2006: Willkommen in Lüsgraf (Fernsehfilm)
- 2007: Tatort: Sterben für die Erben
- 2008: SOKO Wismar (Fernsehserie, Folge 5x07 Zerbrochenes Glas)
- 2008: Fleisch ist mein Gemüse
- 2009: Mein Leben & Ich (Fernsehserie, 4 Folgen)
- 2009: Die Rebellin (Fernsehserie)
- 2009: Ein geheimnisvoller Sommer (Fernsehfilm)
- 2009: Die kluge Bauerntochter (Fernsehfilm)
- 2010: Black Forest
- 2010: Masserberg (Fernsehfilm)
- 2011: Doctor’s Diary (Fernsehserie, Folge 3x02 Oh Gott! Mein Mann hat mich nackt gesehen!)
- 2011: Notruf Hafenkante (Fernsehserie, Folge 5x12 Eine  alte Schuld)
- 2011: Tatort: Der illegale Tod
- 2011: Biester müssen sterben
- 2011: Die göttliche Sophie – Das Findelkind
- 2013: Doc meets Dorf (Fernsehserie, 7 Folgen)
- 2013: Heiter bis tödlich: Alles Klara (Fernsehserie, Folge 2x13 Geteert und Gefedert)
- 2013–2014: Danni Lowinski (Fernsehserie, 9 Folgen)
- 2014: Spreewaldkrimi – Mörderische Hitze
- 2015: Inga Lindström: In deinem Leben (Fernsehfilm)
- 2015: Homeland (Fernsehserie, Folge 5x03 Super Powers)
- 2015: Deutschland 83 (Fernsehserie, 3 Folgen)
- 2015: Familie verpflichtet (Fernsehfilm)
- 2016: Drei Väter sind besser als keiner (Fernsehfilm)
- 2016: Die Chefin (Fernsehserie, Folge 7x03 Kopf gegen Herz)
- 2016: Plötzlich Türke (Fernsehfilm)
- 2016: Der Ursprung der Gewalt (L’origine de la violence)
- 2017: Inga Lindström: Liebesreigen in Samlund (Fernsehfilm)
- 2018: Großstadtrevier (Fernsehserie, Folge 32x04 Auge um Auge)
- 2019: Käse und Blei
- 2020: Nightlife
- 2020: Unterleuten – Das zerrissene Dorf (Fernsehfilm)
- 2020: Das Geheimnis des Totenwaldes (Fernsehfilm)
- 2021: Neues aus Büttenwarder (Fernsehserie, Folge 16x03 Keine 8 mehr)
- 2022: Tatort: Die Blicke der Anderen (Fernsehreihe)
- 2023: German Crime Story: Gefesselt (Fernsehserie)
- 2023: Drift: Partners in Crime
- 2024: Der Staatsanwalt (Fernsehserie, Folge 19x07 Schleichendes Gift)
- 2024: Der Buchspazierer

## Auszeichnungen
- 2007: Nominierung Undine Award „Beste Nebendarstellerin Kino“ für Eine andere Liga